# Stephen Stills

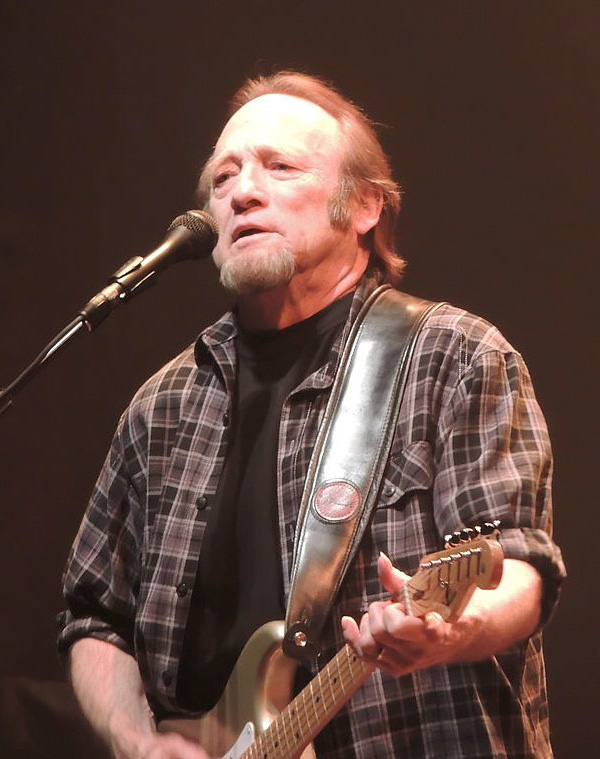
Stephen Stills (2012)

Stephen Arthur Stills (* 3. Januar 1945 in Dallas, Texas) ist ein amerikanischer Sänger, Songwriter, Multi-Instrumentalist und Musikproduzent, der vor allem als Gitarrist sowie als Mitgründer der einflussreichen Gruppen Buffalo Springfield und Crosby, Stills, Nash & Young bekannt wurde. Seine Karriere begann 1964 und hält bis heute an. Im Jahr 2003 wurde er vom Magazin Rolling Stone auf Platz 28 der Liste der „100 größten Gitarristen aller Zeiten“ gewählt. 2011 landete er auf Platz 47. Zu seinen bekanntesten Stücken gehören For What It’s Worth, Suite: Judy Blue Eyes, Love the One You’re With, Change Partners und Southern Cross sowie die vor allem bei Live-Auftritten populären Songs Black Queen und Treetop Flyer.

## Musikalischer Werdegang

### Kindheit und Jugend
Stephen Stills wurde als Sohn von Talitha Quintilla Stills (geborene Collard) und William Arthur Stills in Dallas, Texas, geboren. Da Vater William bei der Army war und ständig versetzt wurde, zog die Familie häufig um. Schon früh entwickelte Stills Interesse am Blues und der Volksmusik. Weiterhin fand er Interesse an der lateinamerikanischen Musik, nachdem er seine Jugend an Orten wie Gainesville und Tampa, Covington, Costa Rica (Panamakanalzone) und El Salvador verbracht hatte, wo er die Highschool beendete. Unter anderem besuchte er Schulen wie die Admiral Farragut Academy in St. Petersburg und die Saint Leo University in St. Leo. Auch entdeckte Stills in seiner Jugend die Leidenschaft am Segeln. Durch seine Aufenthalte in den zahlreichen verschiedenen Ländern und Städten spricht er neben seiner Muttersprache Englisch fließend Spanisch und Französisch.

### Anfänge in New York und mit Buffalo Springfield
Schließlich begann Stills seine Karriere Anfang der 1960er-Jahre in New York. Hier spielte er mit den Au Go Go Singers, der „Hausband“ des New Yorker Clubs Cafe Au Go Go, mit denen er 1964 eine Platte veröffentlichte. Mit dabei war auch Richie Furay. Auf einer Tournee der Band lernten beide den zu dieser Zeit vor allem in New Yorker Folk-Cafés auftretenden Neil Young kennen, mit dem Stills zusammen bei den Mynah Birds von Rick James und später bei Freeway Traffic Jam und im Laufe seiner Karriere immer wieder zusammenarbeitete.
1966 gründete Stills mit Young, Furay, Bruce Palmer und Dewey Martin die aus Freeway Traffic Jam hervorgegangene Band Buffalo Springfield, bei der er vor allem als Gitarrist wirkte. Deren größter Hit, For What It’s Worth, stammte aus seiner Feder. Anderthalb Jahre und drei Alben später brach Buffalo Springfield endgültig auseinander und Stills spielte mit Al Kooper und Mike Bloomfield das Album Super Session (1968) ein, das auf Platz 12 der US-Charts stieg.

### Crosby, Stills and Nash
Im selben Jahr lernte er David Crosby kennen, mit dem er 1969 – als Graham Nash dazugekommen war – das Trio Crosby, Stills and Nash gründete. Auf dem 1969 erschienenen Debütalbum der Gruppe – schlicht Crosby, Stills & Nash betitelt – erwies sich Stills nicht nur als der Haupt-Songschreiber der Gruppe: Von zehn Liedern hatte er vier allein verfasst und an einem mitgeschrieben. Er trat auch als Multiinstrumentalist in Erscheinung: Außer dem Schlagzeug hatte er so gut wie alle Instrumente (Gitarre, Bass, Piano, Percussion) allein eingespielt und wurde nur gelegentlich von Crosby an der Rhythmusgitarre unterstützt.
Zusammen mit Neil Young spielten alle vier beim legendären Woodstock-Festival. Es war erst der zweite öffentliche Auftritt der Band. Kurze Zeit später traten sie auch beim tragisch verlaufenden Altamont Free Concert auf.

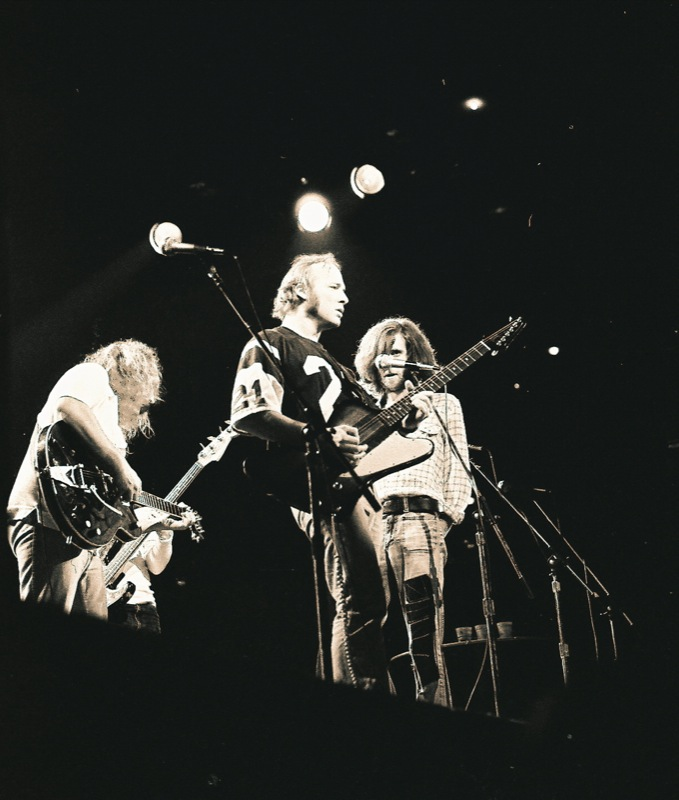
Stephen Stills mit David Crosby (links) und Graham Nash (rechts) bei einem CSNY-Konzert im August 1974

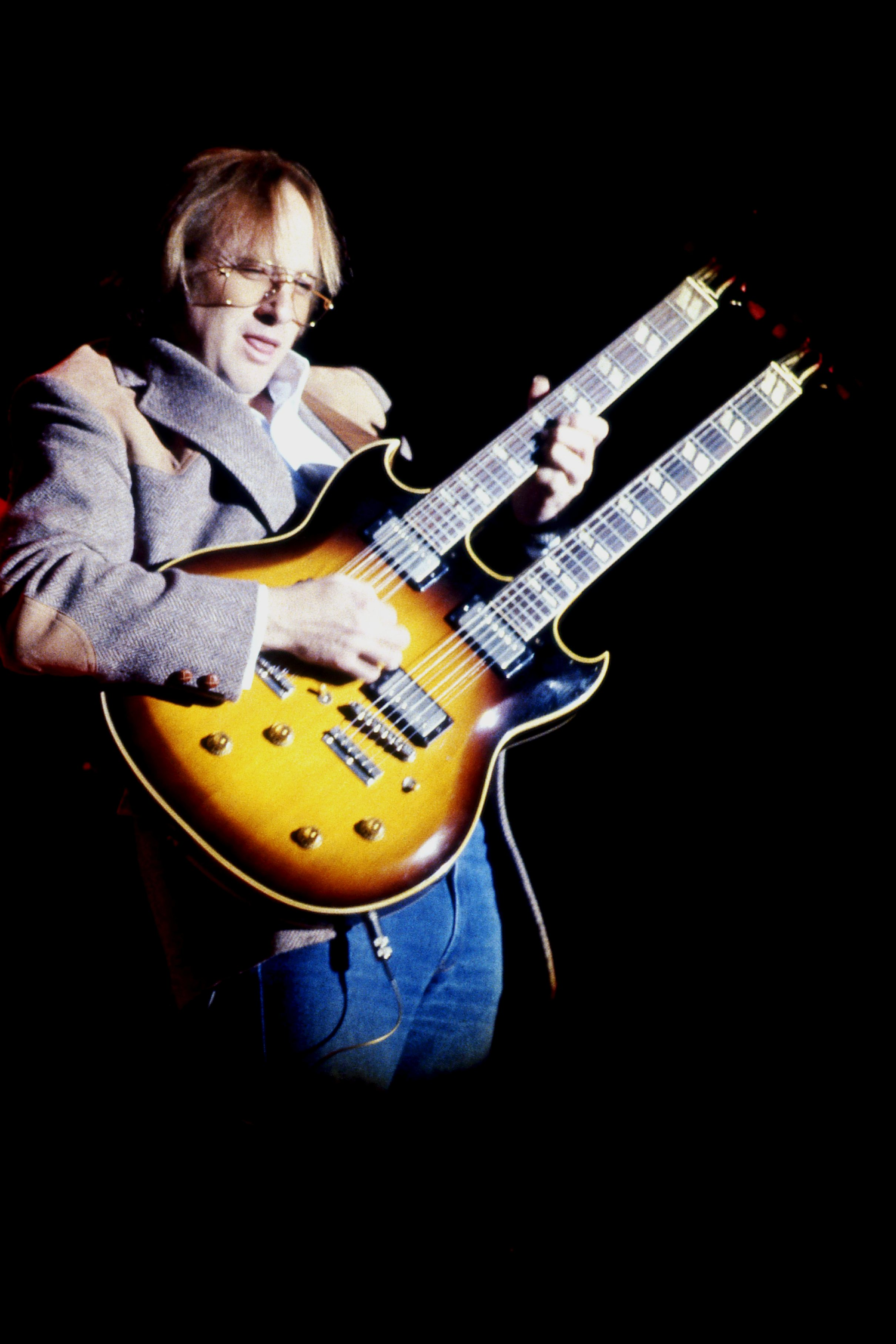
Stephen Stills bei einem CSN-Auftritt im Juni 1983 in Essen, Deutschland

### Stills auf dem Karrierehöhepunkt
Zwischen 1967 und 1978 befand Stills sich auf dem Höhepunkt seines kreativen Potenzials, das er nach übereinstimmender Ansicht der meisten Kritiker danach nie mehr abrufen konnte. Späte Highlights, wie das Album Stills Alone (1991), blieben einmalige Höhepunkte eines ansonsten fortan inkonsistenten und vielfach nur noch mittelmäßigen Schaffens. Stills war von Mitte der 1960er-Jahre bis in die 1970er-Jahre hinein mit Buffalo Springfield, Crosby, Stills & Nash und Crosby, Stills, Nash & Young sehr erfolgreich und veröffentlichte ab 1970 Soloaufnahmen bzw. gemeinsam mit seiner Begleitband Manassas (1972–1973) aufgenommene Alben. In dieser Zeit veröffentlichte er insgesamt 20 Alben und hatte vor allem mit Crosby, Stills, Nash & Young sehr großen kommerziellen Erfolg. Die Crosby, Stills, Nash & Young-Platten Déjà Vu (1970), 4 Way Street (1971) und So Far (1974) erreichten alle Platz 1 in den US-amerikanischen LP-Charts, das Crosby, Stills & Nash-Werk CSN (1977) brachte es auf Platz 2, ihr Folgealbum Daylight Again (1982) immerhin auf Platz 8. Sein erfolgreichstes Solo-Album war Stephen Stills (1970, Platz 3 der US-amerikanischen LP-Charts), auf dem als Gäste u. a. Jimi Hendrix, Eric Clapton, Ringo Starr, David Crosby, Graham Nash und John Sebastian zu hören waren. Ebenfalls erfolgreich waren Stephen Stills 2 (1971, Platz 7), Manassas (1972, Platz 4), Manassas – Down The Road (1973, Platz 8) und das mit Neil Young als The Stills-Young Band veröffentlichte Album Long May You Run (1976, Platz 12). In den Single-Charts war Stills nur selten auf den vorderen Rängen vertreten: Lediglich das mit Buffalo Springfield veröffentlichte Stück For What It’s Worth (1967), schaffte es bis auf Platz 7 der US-Charts. Immerhin in die Top-20 kamen noch Love the One You’re With von seinem ersten Solo-Album (Platz 14) und Southern Cross, 1982 ein Platz 18 für Crosby, Stills & Nash.
In der Zeit zwischen 1967 und 1973 etablierte sich Stills als einer der führenden Rockgitarristen und -sänger, der daneben vor allem für sein kreatives, stilistisch breit gefächertes Songwriting gelobt wurde.

### Nachlassender Erfolg ab Ende der 1970er-Jahre
Ab Mitte der 1970er-Jahre wurde es recht ruhig um ihn. Obwohl er weiterhin Solo-Platten veröffentlichte, gelang ihm lediglich mit Stills (1975) noch ein Erfolg. Illegal Stills (1976) und Thoroughfare Gap (1978) waren – obwohl sie einige schöne Titel enthielten – weder künstlerisch noch kommerziell erfolgreich. Den künstlerischen Tiefpunkt seiner Solokarriere markiert das überproduzierte Album Right by You – 1984 als erstes Solowerk seit Thoroughfare Gap veröffentlicht – obwohl es mit Gästen wie Jimmy Page aufwarten konnte. Kritiker bemerkten vor allem, dass Stills’ Songwriter-Qualitäten seit den 1970er-Jahren nachgelassen hatten, wenn er auch weiterhin ein guter Sänger und herausragender Gitarrist blieb. Righty by You war Stills’ letzte Solo-Veröffentlichung auf einem Major-Label, danach entließ ihn Atlantic Records als Solokünstler.
1991 wagte Stills ein Comeback als Solokünstler: Stills Alone galt als sehr gelungen, wurde jedoch ohne großes öffentliches Aufsehen herausgebracht und war daher kommerziell nicht sonderlich erfolgreich. Für Stephen Stills markierte es jedoch den ersten künstlerischen Höhepunkt seit langem. Sein von schwankendem Erfolg geprägter Output als Solokünstler führt bis heute dazu, dass Stills hauptsächlich mit Crosby, Stills, Nash (& Young) in Verbindung gebracht wird, obwohl nur acht seiner fast 30 Studioalben im Kontext dieser Band entstanden sind – darunter allerdings alle drei seiner mit Gold ausgezeichneten Alben.

### Stills im 21. Jahrhundert
Im Jahr 2005 veröffentlichte er nach 14 Jahren Pause ein neues Solo-Album unter dem Titel Man Alive!. Auch wenn die Zeit der großen Verkaufserfolge für Stills seit langem vorbei zu sein schien, brachte er in den folgenden Jahren immer wieder interessante Alben heraus: Just Roll Tape – April 26th, 1968 (2007) ist eine Kollektion von Demo-Aufnahmen, die sein unbestrittenes Songwriter-Talent der frühen Jahre dokumentiert. Live at Shepherd's Bush (2009), aufgenommen 2008 in London während seiner ersten (!) Solo-Tournee durch Europa, bietet einen vielseitigen Überblick über seine Karriere. Im März 2013 erschien mit Carry On ein 82 Titel (davon 25 unveröffentlicht) umfassendes Box-Set, das von der Kritik hoch gelobt wurde. Das 4 CDs umfassende Set enthält Aufnahmen von 1962 bis 2012, darunter alle Hits, aber auch Raritäten und Live-Versionen sowie – neben dem umfangreichen Solo-Material – Aufnahmen mit allen Bands, in denen Stills je gespielt hat. Ebenfalls im Jahr 2013 erschien das Blues-Rock-Album Can’t Get Enough, das Stills gemeinsam mit dem vergleichsweise jungen Gitarren-Virtuosen Kenny Wayne Shepherd und Keyboard-Legende Barry Goldberg unter dem Bandnamen The Rides eingespielt hat. Die Platte wurde Stills’ erster Erfolg in den US-amerikanischen Charts seit fast 30 Jahren und erreichte Platz 42. In Deutschland kam sie sogar bis auf Platz 15, was für jeden der drei Hauptbeteiligten als Solo-Künstler die höchste Chart-Platzierung in Deutschland überhaupt bedeutete. 2016 folgte ein zweites gemeinsames Album mit dem Titel Pierced Arrow. Beide Alben erreichten Platz 1 der US-amerikanischen Blues-Charts.
Während seine Plattenverkäufe alle Höhen und Tiefen des Musikgeschäfts durchlebt haben, ist Stills durchweg ein erfolgreicher Live-Künstler geblieben. Auch heute noch ist er regelmäßig mit seiner eigenen Band, mit The Rides oder – bisher letztmals 2015 – mit Crosby, Stills, Nash (& Young) auf Tour. 2017 stand er für eine US-Tournee auch erstmals mit Judy Collins auf der Bühne, um ihr gemeinsames Album Everybody Knows zu promoten, das im September 2017 erschien.

## Musikalischer Stil
Stephen Stills hat sich in einer Vielzahl musikalischer Genres versucht, wobei Folk-, Rock- und Country-Elemente dominieren und mit Einflüssen aus verschiedenen nord- und südamerikanischen Roots-Musik-Traditionen kombiniert werden. Er hat es – mit unterschiedlichem Erfolg – immer wieder verstanden, diese vielseitigen Einflüsse in seiner Musik spürbar zu machen: Neben Folk- und Countryklängen sind vor allem seine Ausflüge in den Südstaaten-Blues (z. B. Black Queen, 1970) oder in die lateinamerikanische Musik (z. B. Pensamiento, 1973; Dark Star, 1977; Amazonia, 1991; Panama, 1994) bemerkenswert. In verschiedenen Stücken singt er zudem – meist einzelne Passagen – auf Spanisch (z. B. Spanish Suite, 2005), in Midnight In Paris (1976) sogar auf Französisch. Daneben experimentierte er auch mit Disco-Sounds (z. B. auf Thoroughfare Gap, wobei sich ausgerechnet der gleichnamige Song wohltuend davon abhebt) und Bluegrass (z. B. auf Manassas (1972) und dem Stück No Hiding Place, 1984). Seit Anfang der 90er-Jahre orientiert er sich wieder stärker an Folk- und Rockmusik.
Seine Platten ab Mitte der 70er- und 80er-Jahre sind oftmals durch groß angelegte Instrumentierungen charakterisiert, lediglich sein Album Stills Alone (1991) hebt sich davon ab. Charakteristisch für viele seiner bekanntesten Songs ist, dass ihr Titel häufig entweder gar nicht im Text vorkommt (z. B. For What It’s Worth, Rock and Roll Woman, Suite: Judy Blue Eyes, Black Coral, War Games), die ersten Worte des Textes bildet, ohne danach noch einmal gesungen zu werden (z. B. Helplessly Hoping, 4 + 20, So Begins The Task, As I Come Of Age), oder aber nur an einer Stelle außerhalb des Refrains auftaucht (z. B. Bluebird, Myth of Sisyphus, Thoroughfare Gap, Southern Cross). Das führt dazu, dass Stills’ Lieder anhand des Refrains oder markanter Gitarrenmelodien oft recht leicht erkannt werden können, ihr jeweiliger Titel hingegen weit weniger bekannt ist.

### Stills als Gastmusiker
Stills umgibt sich auf seinen Alben nicht nur oft mit hervorragenden Musikern, er ist auch selbst auf zahlreichen Produktionen namhafter Künstler zu hören. Er spielte Gitarre auf Ringo Starrs Hit It Don’t Come Easy (1971; produziert von George Harrison) und war Co-Autor sowie Produzent von dessen Titel You’ve Got a Nice Way (1981). Auf Neil Youngs Alben After the Gold Rush (1970), Harvest (1972), Zuma (1975) und Americana (2012) ist Stills als Sänger zu hören. 1970 spielte er auf Konzerten der im Herbst 1970 in seiner Villa Oriole House im Laurel Canyon lebenden und im Keller probenden Mitglieder der Band The Rolling Stones Klavier, die 1975er Frankreich-Tournee seiner Frau Véronique Sanson begleitete er als Bassist. Für Judy Collins produzierte er deren Album Who Knows Where the Time Goes (1968) und sang mit ihr das Duett Last Thing on My Mind auf dem Album Paradise (2010). Gitarre und Bass spielte er für Joni Mitchell auf deren Album Blue. 1998 war er als Gitarrist und Sänger auf dem Stück He Got Game der Hip-Hop-Band Public Enemy zu hören und trat auch im dazugehörigen Musikvideo auf. Die Musik des Liedes stammte von Stills’ Hit For What It’s Worth. Blues-Legende Jimmy Rogers holte Stills 1997 für seine „Jimmy Rogers All-Stars“ ins Studio. Auf zwei Stücken des erst nach Rogers’ Tod erschienenen Albums Blues, Blues, Blues war Stills als Sänger und Gitarrist dabei. Der texanische Spoken-Word-Poet George Watsky bat Stills 2014 als Gastsänger ins Studio und veröffentlichte mit ihm den Titel Cannonball. Bisher unveröffentlicht ist daneben eine Jam-Session mit Jimi Hendrix. Auch der größte Hit, auf dem Stills je zu hören war, ist eine Arbeit als Gastmusiker: Er spielte 1976 die (leicht herauszuhörenden) Timbales auf dem Bee-Gees-Song You Should Be Dancing, der weltweit ein Hit wurde.

### Ehrungen
Stephen Stills ist der einzige Musiker, der am selben Abend zweimal in die Rock and Roll Hall of Fame aufgenommen wurde: 1997 kam er sowohl als Mitglied von Buffalo Springfield als auch von Crosby, Stills & Nash zu dieser Ehre.
Im Juni 2009 wurde er auch in die Songwriters Hall of Fame aufgenommen.
Der Rolling Stone listete Stills 2011 auf Rang 47 der 100 größten Gitarristen aller Zeiten. In einer Liste aus dem Jahr 2003 hatte er Rang 28 belegt.

## Privates
Um 1968 war Stills mit der Folk-Sängerin Judy Collins liiert, der er später das Lied Suite: Judy Blue Eyes widmete. Dieses Stück wurde von der Gruppe Crosby, Stills & Nash veröffentlicht. Auch weitere Lieder, die er für bzw. über Judy Collins schrieb, gehören zu seinen bekanntesten Stücken, so z. B. Bluebird (Buffalo Springfield, 1967), You Don’t Have To Cry (Crosby, Stills & Nash, 1969) und Bluebird Revisited (1971). Von 1973 bis 1979 war Stills mit der französischen Sängerin und Songwriterin Véronique Sanson verheiratet. Ihr gemeinsamer Sohn ist der Musiker Christopher Stills.
Im Dezember 2007 wurde bekannt, dass Stills an Prostatakrebs erkrankt sei. Stills’ Freund und Bandkollege Graham Nash hatte das in der Talkshow von Larry King öffentlich gemacht. Die notwendige Operation 2008 überstand Stills gut.

## Diskografie

### Studioalben
| Jahr | Titel            | Höchstplatzierung, Gesamtwochen, AuszeichnungChartplatzierungen (Jahr, Titel, Platzierungen, Wochen, Auszeichnungen, Anmerkungen) | Höchstplatzierung, Gesamtwochen, AuszeichnungChartplatzierungen (Jahr, Titel, Platzierungen, Wochen, Auszeichnungen, Anmerkungen) | Anmerkungen                              |
| Jahr | Titel            | UK | US | Anmerkungen                              |
| ---- | ---------------- | --- | --- | ---------------------------------------- |
| 1970 | Stephen Stills   | UK8 (9 Wo.)UK | US3 Gold · (39 Wo.)US | Erstveröffentlichung: 16. November 1970  |
| 1971 | Stephen Stills 2 | UK22 (3 Wo.)UK | US8 Gold · (20 Wo.)US | Erstveröffentlichung: 30. Juni 1971      |
| 1975 | Stills           | UK33 (1 Wo.)UK | US22 (17 Wo.)US | Erstveröffentlichung: 23. Juni 1975      |
| 1976 | Illegal Stills   | UK54 (2 Wo.)UK | US30 (15 Wo.)US | Erstveröffentlichung: Mai 1976           |
| 1978 | Thoroughfare Gap | — | US83 (4 Wo.)US | Erstveröffentlichung: 31. Oktober 1978   |
| 1984 | Right By You     | — | US75 (12 Wo.)US | Erstveröffentlichung: 30. Juli 1984      |
| 1991 | Stills Alone     | — | — | Erstveröffentlichung: 11. September 1991 |
| 2005 | Man Alive!       | — | — | Erstveröffentlichung: 9. August 2005     |

### Livealben
| Jahr | Titel | Höchstplatzierung, Gesamtwochen, AuszeichnungChartsChartplatzierungen (Jahr, Titel, Platzierungen, Wochen, Auszeichnungen, Anmerkungen) | Anmerkungen                            |
| Jahr | Titel | US | Anmerkungen                            |
| ---- | ----- | --- | -------------------------------------- |
| 1975 | Live  | US42 (11 Wo.)US | Erstveröffentlichung: 4. Dezember 1975 |

Weitere Livealben
- 2009: Live at Shepherd’s Bush
- 2023: Live at Berkeley 1971

### Kompilationen
| Jahr | Titel                                    | Höchstplatzierung, Gesamtwochen, AuszeichnungChartsChartplatzierungen (Jahr, Titel, Platzierungen, Wochen, Auszeichnungen, Anmerkungen) | Anmerkungen                            |
| Jahr | Titel                                    | US | Anmerkungen                            |
| ---- | ---------------------------------------- | --- | -------------------------------------- |
| 1976 | Still Stills: The Best Of Stephen Stills | US127 (5 Wo.)US | Erstveröffentlichung: 2. Dezember 1976 |

Weitere Kompilationen
- 2003: Turnin’ Back The Pages
- 2007: Just Roll Tape – April 26th 1968 (Demo-Aufnahmen)
- 2013: Carry On (Boxset) (4-CD-Set mit zahlreichen unveröffentlichten Aufnahmen aus allen Schaffensphasen und mit allen Bands, 1962–2012)

### Singles
| Jahr | Titel Album                             | Höchstplatzierung, Gesamtwochen, AuszeichnungChartplatzierungen (Jahr, Titel, Album, Platzierungen, Wochen, Auszeichnungen, Anmerkungen) | Höchstplatzierung, Gesamtwochen, AuszeichnungChartplatzierungen (Jahr, Titel, Album, Platzierungen, Wochen, Auszeichnungen, Anmerkungen) | Höchstplatzierung, Gesamtwochen, AuszeichnungChartplatzierungen (Jahr, Titel, Album, Platzierungen, Wochen, Auszeichnungen, Anmerkungen) | Anmerkungen                                                         |
| Jahr | Titel Album                             | DE | UK | US | Anmerkungen                                                         |
| ---- | --------------------------------------- | --- | --- | --- | ------------------------------------------------------------------- |
| 1970 | Love the One You’re With Stephen Stills | — | UK37 (4 Wo.)UK | US14 (11 Wo.)US | Erstveröffentlichung: November 1970                                 |
| 1971 | Sit Yourself Down Stephen Stills        | — | — | US37 (6 Wo.)US | Erstveröffentlichung: 1971                                          |
| 1971 | Change Partners Stephen Stills 2        | — | — | US43 (9 Wo.)US | Erstveröffentlichung: 1971                                          |
| 1971 | Marianne Stephen Stills 2               | — | — | US43 (8 Wo.)US | Erstveröffentlichung: 1971                                          |
| 1975 | Turn Back The Pages Stills              | — | — | US84 (3 Wo.)US | Erstveröffentlichung: 8. August 1975                                |
| 1984 | Can’t Let Go Right By You               | — | — | US67 (6 Wo.)US | Erstveröffentlichung: 1984                                          |
| 1984 | Stranger Right By You                   | — | — | US81 (8 Wo.)US | Erstveröffentlichung: 1984                                          |
| 1998 | He Got Game He Got Game (Soundtrack)    | DE70 (7 Wo.)DE | UK16 (4 Wo.)UK | — | Erstveröffentlichung: 2. Mai 1998 Public Enemy feat. Stephen Stills |

Weitere Singles
- 1976: Buyin’ Time
- 1978: Can’t Get No Booty
- 1984: Only Love Can Break Your Heart
- 2005: Wounded World
- 2016: Look Each Other in the Eye

### Mit Judy Collins
- 2017: Everybody Knows

### MitAl KooperundMike Bloomfield
- 1968: Super Session (US: Gold)

### Mit Manassas
siehe Manassas

### Mit Au Go Go Singers
- 1964: They Call Us Au Go Go Singers

### Mit Buffalo Springfield
siehe Buffalo Springfield

### Mit Crosby, Stills & Nash
siehe Crosby, Stills & Nash

### Mit Crosby, Stills, Nash and Young
siehe Crosby, Stills & Nash

### Mit The Stills-Young Band
- 1976: Long May You Run

### MitThe Rides
siehe The Rides